# North Baltimore (Ohio)
North Baltimore es una villa ubicada en el condado de Wood en el estado estadounidense de Ohio. En el Censo de 2010 tenía una población de 3432 habitantes y una densidad poblacional de 530,25 personas por km².

## Geografía
North Baltimore se encuentra ubicada en las coordenadas 41°10′47″N 83°40′6″O / 41.17972, -83.66833. Según la Oficina del Censo de los Estados Unidos, North Baltimore tiene una superficie total de 6.47 km², de la cual 6.4 km² corresponden a tierra firme y (1.12%) 0.07 km² es agua.

## Demografía
Según el censo de 2010, había 3432 personas residiendo en North Baltimore. La densidad de población era de 530,25 hab./km². De los 3432 habitantes, North Baltimore estaba compuesto por el 96.33% blancos, el 0.58% eran afroamericanos, el 0.2% eran amerindios, el 0.38% eran asiáticos, el 0% eran isleños del Pacífico, el 1.17% eran de otras razas y el 1.34% pertenecían a dos o más razas. Del total de la población el 4.78% eran hispanos o latinos de cualquier raza.